# لينكولن لويس
لينكولن لويس (بالإنجليزية: Lincoln Lewis)‏ هو ممثل أسترالي، ولد في 24 أكتوبر 1987 ببريزبان في أستراليا.

## أعمال

### أفلام
- (2006) زمردة[4]
- (2010) غدا
- (2012) طعم[5]
- (2013) بعد الأرض[6][7][8]

## وصلات خارجية
- لينكولن لويس على موقع IMDb (الإنجليزية)
- لينكولن لويس على موقع ألو سيني (الفرنسية)
- لينكولن لويس على موقع أول موفي (الإنجليزية)
- لينكولن لويس على موقع قاعدة بيانات الأفلام السويدية (السويدية)
- لينكولن لويس على موقع قاعدة بيانات الفيلم (الإنجليزية)
- لينكولن لويس على موقع كينوبويسك (الروسية)